# Klever Vega
Klever Vega – ekwadorski zapaśnik walczący w obu stylach. Srebrny i brązowy medalista igrzysk boliwaryjskich w 1989 roku.